# 中華民國陸軍步兵第二〇六旅

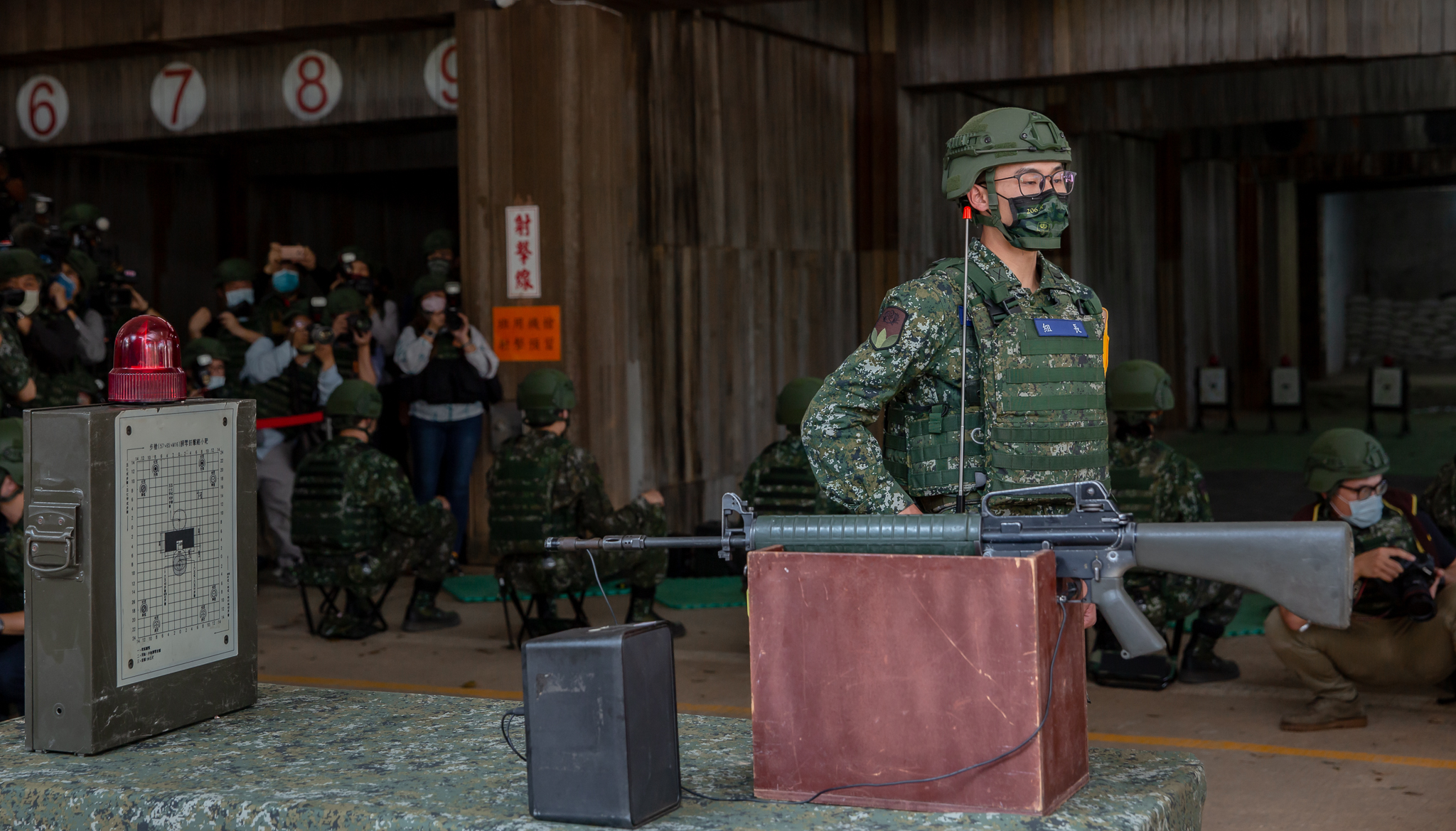
2022年3月12日，陸軍步兵第二〇六旅教育召集，訓練使用T65K2突擊步槍。

陸軍步兵第二〇六旅，為中華民國國軍駐守於新竹縣的陸軍部隊，配屬陸軍第六軍團指揮部。隊名「威武部隊」。該旅平時負責國防部後備指揮部常備兵役軍事訓練、補充兵接訓、教育（勤務）召集訓練及戰備整備等任務，戰時負責地區守備任務。

## 歷史
- 1955年於桃園整編之「陸軍預備第6師」。
- 1976年，陸軍預備第6師更銜為「陸軍第59師」；同年，再更銜為「陸軍第206師」，遷駐新竹。
- 2000年，因應「精實案」組織調整，陸軍第206師改編為「陸軍步兵第106旅」。
- 2004年，因應「精進案」組織調整，陸軍步兵第106旅移編後備司令部，並更銜為「後備第903旅」。
- 2013年，因應「精粹案」組織調整，後備第903旅移編陸軍司令部，並更銜為「陸軍步兵第206旅」，隊名「威武部隊」，駐地新竹縣關西鎮關西新兵訓練中心[3]。
- 2025年，「漢光41號演習」，將於7月舉行10天9夜實兵操演中，首度由步兵206旅實施全旅動員，將成軍方推行後備戰力提升後，首支「全旅動員」驗證單位[4]。

## 編制

### 指揮管轄
- 旅長 一位 上校
- 副旅長 一位 上校
- 參謀主任 一位 上校
- 政戰主任 一位 上校
- 監察官 一位 少校
- 保防官 一位 少校
- 心輔官 一位 上尉
- 士官督導長 一位 士官長

#### 直屬單位
- 旅部連
- 通信連
- 工兵連

#### 下轄單位
- 步兵第一營（營部連+步兵連×4）
- 步兵第二營（營部連+步兵連×4）
- 步兵第三營（營部連+步兵連×4）
- 步兵第四營（營部連+步兵連×4）
- 步兵第五營（營部連+步兵連×4）
- 砲兵營（營部連+砲兵連×3）

## 隊徽含義
盾牌外型代表團結鞏固、精實戰力之意；藍、白、紅3色，象徵青天、白日、滿地紅，代表陸軍矢志效忠國家，並意寓具有犧牲、團結與負責之精神；整體設計，上方為陸軍軍徽，下方藍、白色為新葉圖案，除代表206旅培育陸軍新生戰力，亦有生生不息之意涵。